# Wherever I Go (canción de OneRepublic)
«Wherever I Go» es una canción de la banda de rock pop estadounidense OneRepublic de su cuarto álbum de estudio. La canción fue escrita por el vocalista de la banda, Ryan Tedder quien también la produjo junto a Noel Zancanella. Fue lanzado como un sencillo del próximo álbum el 13 de mayo de 2016. 
El vídeo musical que acompaña a la canción, fue dirigido por Joseph Kahn, y la historia gira en torno a la vida diaria de un hombre de negocios coreano, que un día decide cambiar radicalmente.

## Antecedentes y composición
"Wherever I Go" presenta líneas de piano clásico y un ritmo de funk. 
Con tan solo 2 minutos y 49 segundos, es la canción más corta que OneRepublic ha lanzado hasta la fecha.

## Vídeo musical
El vídeo musical fue lanzado el 17 de mayo de 2016,  fue dirigido por Joseph Kahn, y producido por Jil Hardin. En el vídeo, el empresario (el actor Kenneth Choi) se despierta todos los días a las 6 A.M. y se enfrenta a un mundo monótono, su forma de vestir reflejan como ve al mundo: aburrido.
Pero al entrar en su oficina, arroja el maletín y empieza a bailar. Sus compañeros de trabajo lo miran horrorizados antes de participar con él. Aun así, no puede atraer a más de una mujer a la que le gustaría bailar. Se necesita descubrir un pasadizo secreto que contiene la banda para ayudar a transformar su vida aburrida en algo más colorido. Cuando da un paso atrás en la oficina después de ver a la banda cantar, todo se convierte en una mezcla de colores, que nos remontan directamente de la década de 1960. Los pasos de baile, con los que empieza el vídeo, son casi tan memorables como el vídeo de Miike Snows "Genghis Khan".

## Presentaciones en vivo
La canción fue interpretada por primera vez en la semifinal 2 de La Voz temporada 10, el 17 de mayo.  El 18 de mayo, la canción fue interpretada en The Tonight Show Starring Jimmy Fallon. La banda también interpretó la canción en Britain's Got Talent (temporada 10) el 23 de mayo. OneRepublic interpretó el sencillo en Big Weekend 2016 de Radio 1.

## Lista de canciones
- Digital download[6]

1. "Wherever I Go" – 2:49

- Digital download — remix[7]

1. "Wherever I Go" (Danny Dove club edit) – 4:57

- CD single[8]

1. "Wherever I Go" – 2:49
2. "Wherever I Go" (Instrumental) – 2:49

## Personal
Grabación
- Grabado en Revolution Studio, Toronto, Ontario; y Ritz-Carlton, Moscú, Rusia
- Grabación adicional en Neptune Valley and Waterloo Studios, Los Ángeles, California
- Mixed at Mixsuite, United Kingdom
- Masterizado en Sterling Sound, New York

Personal
- Ryan Tedder – cantautor, productor
- Brent Kutzle – cantautor, productor
- Noel Zancanella – cantautor, productor
- Rich Rich – Ingeniero
- Steve Wilmot – Ingeniero
- Matthew Tryba – Asistente de ingeniero
- Mark "Spike" Stent – mixer
- Matty Green –  Asistente de ingeniero para la mezcla
- Geoff Swan – Asistente de ingeniero para la mezcla
- Chris Gehringer – masterización

Créditos tomados de las notas del Sencillo.

## Posicionamiento

### Semanales
| Lista (2016)                                | Mejor posición |
| ------------------------------------------- | -------------- |
| Australia (ARIA)                            | 32             |
| Austria (Ö3 Austria Top 40)                 | 29             |
| Bélgica (Flandes) (Ultratip Bubbling Under) | 32             |
| Bélgica (Valonia) (Ultratop 50)             | 50             |
| Canadá (Canadian Hot 100)                   | 38             |
| República Checa (Rádio Top 100)             | 37             |
| Dinamarca (Airplay danés)                   | 3              |
| France (SNEP)                               | 78             |
| Alemania (Media Control AG)                 | 33             |
| Hungría (Rádiós Top 40)                     | 37             |
| Hungría (Single Top 40)                     | 34             |
| Irlanda (IRMA)                              | 39             |
| Italy (FIMI)                                | 17             |
| Letonia (Latvijas Top 40)                   | 6              |
| Países Bajos (Dutch Top 40)                 | 28             |
| Países Bajos (Mega Single Top 100)          | 39             |
| New Zealand (Recorded Music NZ)             | 34             |
| Polonia (Polish Airplay Top 100)            | 22             |
| Escocia (Scottish Singles Sales Chart)      | 16             |
| Eslovaquia (Rádio Top 100)                  | 28             |
| Slovenia (SloTop50)                         | 28             |
| Sweden (Sverigetopplistan)                  | 32             |
| Suiza (Schweizer Hitparade)                 | 29             |
| Reino Unido (UK Singles Chart)              | 29             |
| Estados Unidos (Billboard Hot 100)          | 55             |
| Estados Unidos (Adult Contemporary)         | 19             |
| Estados Unidos (Adult Top 40)               | 11             |
| Estados Unidos (Mainstream Top 40)          | 25             |

## Historial de lanzamiento
| Región        | Fecha              | Formato          | Discográfica               |
| ------------- | ------------------ | ---------------- | -------------------------- |
| Todo el mundo | 13 de mayo de 2016 | Descarga digital | Mosley, Geffen, Interscope |
| Todo el mundo | 27 de mayo de 2016 | CD Maxi sencillo | Mosley, Geffen, Interscope |